# Glenea kambaitiensis
Glenea kambaitiensis là một loài bọ cánh cứng trong họ Cerambycidae.